# Кулик Семен Євдокимович
Кулик Семен Євдокимович (? — ?) — підполковник Дієвої Армії УНР.

## Біографія
Останнє звання у російській армії — капітан.
З січня 1918 року — командир сотні 1-го українського Залізничного полку військ Центральної Ради, згодом — Армії Української Держави. 
У подальшому — командир цього полку (до жовтня 1918 року). 
З січня 1919 року і до 26 червня 1919 року — командир 1-го Залізнично-Технічного полку Дієвої Армії УНР. 
У подальшому служив у 2-й дивізії «Запорізька Січ» та у 5-й Селянській дивізії Київської групи Дієвої Армії УНР. 
З 12 вересня 1920 року — начальник постачання 1-ї Кулеметної дивізії Армії УНР.
З 1921 року жив в еміграції у Польщі. 
Подальша доля невідома.